# 핵꼬치
핵꼬치(학명: Sphyraena putnamae)는 고등어목 꼬치고기과에 속하는 물고기이다. 몸길이는 1.8m로 대형인 어종에 속한다.

## 특징과 먹이
핵꼬치는 몸이 길고 횡단면은 원통형이란 특징이 있다. 일본어로는 Okamasu이다. 무리를 이뤄서 군집 유영을 하는 어종 중에 하나이며 몸의 측면에 잘 발달된 줄무늬를 가진 어종이다. 몸의 빛깔은 푸른색과 회백색이며 등지느러미의 끝쪽만 검은색을 띄고 있다. 눈은 크고 머리의 바로 뒤쪽에 위치하며 콧구멍은 2쌍이다. 입은 매우 크고 위턱의 뒤끝은 눈의 앞가장자리에 달한다. 몸은 매우 작은 둥근비늘로 덮여 있으며 머리는 두 눈의 부위에 비늘이 있고 입에는 비늘이 없다. 새궁에는 새파 원구류를 제외한 어류에서 새궁의 안쪽에 2줄로 줄지어 있는 돌기물을 가르키며 새파의 중심부는 골질로서 표면은 편평한 상피로 덮여 있고 점액 세포나 맛봉오리도 흩어져 있다. 등지느러미는 2개이며 제1등지느러미는 2번째의 가시가 가장 길며 제2등지느러미는 2번째 연조가 가장 길고 마지막 연조는 실처럼 늘어나 있다. 가슴지느러미는 몸의 중앙에 위치하며 비교적 작다. 배지느러미는 가슴지느러미보다 조금 앞쪽에 위치하며 비교적 작은 편이다. 뒷지느러미는 제2등지느러미의 바로 가운데의 아래 지점에서 시작하며 마지막 연조가 실처럼 늘어나 있고 꼬리지느러미는 가랑이형이다. 양턱의 끝에는 송곳니처럼 날카로운 이빨들이 줄을 지어서 나 있으며 안쪽으로 위턱에는 8개의 이짤이 나 있고 아래턱에는 13개의 작고 날카로운 이빨들이 나 있다. 먹이로는 멸치, 청어, 정어리, 꽁치와 같은 작은 물고기들을 주로 잡아먹는 육식성물고기에 속한다.

## 서식지와 어획
핵꼬치의 주요한 서식지는 서부 태평양과 인도양이며 중국의 남중국해부터 오스트레일리아와 동남아시아 등에 주로 서식한다. 수심 10~60m의 연안과 산호초와 암초가 많은 지역에서 주로 서식하는 표해수대의 어류이다. 핵꼬치는 식용으로도 이용이 되는 어종으로 주로 회, 구이 등으로 가장 많이 먹는다.

## 같이 보기
- 고등어목
- 꼬치고기과